# Anadrom
Peștii anadromi sau potamotoci (din franceza anadrome sau potamotoque) sunt pești care trăiesc cea mai mare parte a vieții în apa mării, iar pentru reproducere urcă în apele dulci. De exemplu somonul (Salmo salar) din Marea Nordului și nordul Oceanului Atlantic migrează pe fluviile și râurile din nord vestul Europei. Din fauna piscicolă a României, specii anadrome care urcă pe Dunăre din Marea Neagră pentru depunerea pontei sunt: scrumbia de Dunăre (Alosa pontica), nisetrul (Acipenser gueldenstaedtii), păstruga (Acipenser stellatus) și morunul (Huso huso). 
Vezi și catadrom